# Bacia de Jatobá
A Bacia de Jatobá é uma bacia sedimentar brasileira situada em quase sua totalidade no estado de Pernambuco. É parte integrante do sistema de bacias meso-cenozóicas Recôncavo-Tucano-Jatobá.
A Bacia de Jatobá é delimitada pelas coordenadas 08º30’ a 9º06’ Lat.S. e 37º06’ a 38º30’ Long.W.Gr. Sua área total é de 5.941 Km², possuindo uma forma retangular que se
desenvolve segundo a direção ENE-WSW, com as seguintes dimensões aproximadas: comprimento de 155 km por 55 km de largura.
A bacia de Jatobá está localizada na região do Semiárido brasileiro e na Região hidrográfica do São Francisco envolvendo total ou parcialmente os municípios de Ibimirim, Inajá, Buíque, Tupanatinga, Petrolândia, Tacaratu, Manari, Arcoverde, Itaíba e Sertânia, no estado de Pernambuco, e Mata Grande, no estado de
Alagoas.